# 圣罗曼迪尔费
圣罗曼迪尔费（法語：Saint-Romain-d'Urfé，法語發音：[sɛ̃ ʁɔmɛ̃ dyʁfe]）是法国卢瓦尔省的一个市镇，位于该省西部偏北，属于罗阿讷区。

## 地理
圣罗曼迪尔费（45°53'14"N, 3°49'40"E）面积15 平方千米，位于法国奥弗涅-罗讷-阿尔卑斯大区卢瓦尔省，该省份为法国中南部省份，北起顺时针与索恩-卢瓦尔省、罗讷省、伊泽尔省、阿尔代什省、上盧瓦爾省、多姆山省和阿列省接壤。
与圣罗曼迪尔费接壤的市镇（或旧市镇、城区）包括：圣瑞斯特昂舍瓦莱、绍斯泰尔、尚波利、圣马塞尔迪尔费、莱萨勒。

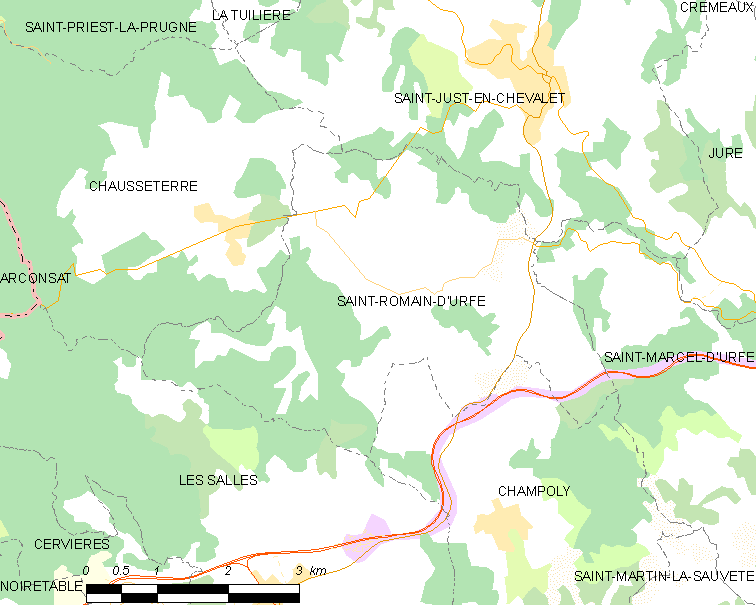
圣罗曼迪尔费的OSM定位图

圣罗曼迪尔费的时区为UTC+01:00、UTC+02:00（夏令时）。

## 行政
圣罗曼迪尔费的邮政编码为42430，INSEE市镇编码为42282。

## 政治
圣罗曼迪尔费所属的省级选区为勒奈松县。

## 人口

1962-2008年间圣罗曼迪尔费人口变化图示

圣罗曼迪尔费于2022年1月1日时的人口数量为235人。

## 交通
卢瓦尔省省道D1线、D44线、D53线和D86线在境内交汇。法国国家A89号高速公路经过境内东南部但未设出入口。